# Звания, пагони и отличителни знаци в СС
Военните звания на СС са уникални за организацията СС и нейния паравоенен характер. За да се разграничава военната структура Вафен-СС от редовната германска армия (Вермахта), тя въвежда своя система. Първоначално СС званията са същите като на СА, но постепенно са заместени със собствени, уникални такива. Съгласно ръководния принцип (на немски: Führerprinzip) на идеологията на Националсоциалистическата партия, думата фюрер (на немски: Führer) става част от всички офицерски звания.

## СС звания и отличителни знаци

### 1934 – 1945

#### СС генералски звания
| СС генералски звания (Generalsränge)           | Превод                                                     | Еквивалент във Вафен-СС                                       | Еквивалент във Вермахта                                  | Петлици 1934 – 1942 | Петлици 1942 – 1945 | Пагони, носени на всекидневната униформа | Пагони, носени на официалната униформа |
| СС генералски звания (Generalsränge)           |                                                            |                                                               |                                                          | Петлици 1934 – 1942 | Петлици 1942 – 1945 | Пагони, носени на всекидневната униформа | Пагони, носени на официалната униформа |
| СС-Райхсфюрер (SS-Reichsführer)                | СС-Имперски водач (запазено за Хайнрих Химлер)             | СС-Райхсфюрер (SS-Reichsführer)                               | Генерал-фелдмаршал                                       |                     |                     |                                          |                                        |
|                                                |                                                            |                                                               |                                                          |                     |                     |                                          |                                        |
| СС-Оберстгрупенфюрер (SS-Oberst-Gruppenführer) | СС-Върховен групов водач                                   | Генерал-полковник от Вафен-СС (Generaloberst der Waffen-SS)   | Генерал-полковник (Generaloberst)                        | N/A                 |                     |                                          |                                        |
|                                                |                                                            |                                                               |                                                          |                     |                     |                                          |                                        |
| СС-Обергрупенфюрер (SS-Obergruppenführer)      | СС-Старши групов водач                                     | Генерал от Вафен-СС (General der Waffen-SS)                   | Генерал на родовете войски (General der – Waffengattung) |                     |                     |                                          |                                        |
|                                                |                                                            |                                                               |                                                          |                     |                     |                                          |                                        |
| СС-Групенфюрер (SS-Gruppenführer)              | СС-Групов водач (от Група, еквивалента на армейски корпус) | Генерал-лейтенант от Вафен-СС (Generalleutnant der Waffen-SS) | Генерал-лейтенант (Generalleutnant)                      |                     |                     |                                          |                                        |
|                                                |                                                            |                                                               |                                                          |                     |                     |                                          |                                        |
| СС Бригадефюрер (SS-Brigadeführer)             | СС-Бригаден водач                                          | Генерал-майор от Вафен-СС (Generalmajor der Waffen-SS)        | Генерал-майор (Generalmajor)                             |                     |                     |                                          |                                        |

#### СС офицерски звания
| СС офицерски звания (Offiziersränge)         | Превод | Еквивалент във Вермахта                       | Петлици 1934 – 1945 | Пагони, носени на всекидневната униформа 1938 – 1945 | Пагони, носени на официалната униформа 1934 – 1945 |
| СС офицерски звания (Offiziersränge)         | |                                               | Петлици 1934 – 1945 | Пагони, носени на всекидневната униформа 1938 – 1945 | Пагони, носени на официалната униформа 1934 – 1945 |
| СС-Оберфюрер (SS-Oberführer)                 | СС-Старши водач                                                                                                  | (няма, може да се приеме за бригаден генерал) |                     |                                                      |                                                    |
|                                              | |                                               |                     |                                                      |                                                    |
| СС-Щандартенфюрер (SS-Standartenführer)      | СС-Щандартен водач (Щандарте = Вафен СС еквивалента на армейски полк)                                            | Полковник (Oberst)                            |                     |                                                      |                                                    |
|                                              | |                                               |                     |                                                      |                                                    |
| СС-Оберщурмбанфюрер (SS-Obersturmbannführer) | Старши командир на щурмови отряд (Щурмбан (букв. „сбор от щурмове“) = Вафен СС еквивалента на армейски батальон) | Подполковник (Oberstleutnant)                 |                     |                                                      |                                                    |
|                                              | |                                               |                     |                                                      |                                                    |
| СС-Щурмбанфюрер (SS-Sturmbannführer)         | Водач на щурмови отряд                                                                                           | Майор (Major)                                 |                     |                                                      |                                                    |
|                                              | |                                               |                     |                                                      |                                                    |
| SS-Хауптщурмфюрер (SS-Hauptsturmführer)      | Главен щурмови водач (Щурм = Вафен СС еквивалента на армейска рота)                                              | Капитан (Hauptmann)                           |                     |                                                      |                                                    |
|                                              | |                                               |                     |                                                      |                                                    |
| СС-Оберщурмфюрер (SS-Obersturmführer)        | Старши щурмови водач                                                                                             | Старши лейтенант (Oberleutnant)               |                     |                                                      |                                                    |
|                                              | |                                               |                     |                                                      |                                                    |
| СС-Унтерщурмфюрер (SS-Untersturmführer)      | Младши щурмови водач                                                                                             | Лейтенант (Leutnant)                          |                     |                                                      |                                                    |

#### СС подофицерски звания
| СС подофицерски звания (Unterführer)   | Превод | Еквивалент при офицерските кандидати | Еквивалент във Вермахта                              | Петлици 1934 – 1945 | Пагони, носени на всекидневната униформа 1938 – 1945 | Пагони, носени на официалната униформа 1934 – 1945 |
| СС подофицерски звания (Unterführer)   | | |                                                      |                     | Пагони, носени на всекидневната униформа 1938 – 1945 |                                                    |
| СС-Щурмшарфюрер (SS-Sturmscharführer)  | СС щурмови отдельонен водач (Шар = Вафен СС еквивалента на армейско отделение)                                                                                                  | N/A | Щабен фелдфебел или щабен старшина (Stabsfeldwebel)  |                     |                                                      |                                                    |
|                                        | | |                                                      |                     |                                                      |                                                    |
| СС-Хауптшарфюрер (SS-Hauptscharführer) | Главен отдельонен водач (това е старшият ротен подофицер или взводен командир)                                                                                                  | СС-Щандартеноберюнкер Кандидат водач (SS-Standartenoberjunker) (Führeranwärter – FA) (това е курсант офицерски кандидат в края на обучението си) | Старши фелдфебел или старшина (Oberfeldwebel)        |                     |                                                      |                                                    |
|                                        | | |                                                      |                     |                                                      |                                                    |
| СС-Обершарфюрер (SS-Oberscharführer)   | Старши отдельонен водач (това е най-младшето командирско звание (подофицер с портупей), може да е взводен командир, командир на танк или най-старшият ротен подофицер)          | СС-Щандартенюнкер Кандидат водач (SS-Standartenjunker (FA))                                                                                      | Фелдфебел или сержант (Feldwebel)                    |                     |                                                      |                                                    |
|                                        | | |                                                      |                     |                                                      |                                                    |
| СС-Шарфюрер (SS-Scharführer)           | Отдельонен водач (командва Шар (SS-Schar), съставен от 2 Роти (SS-Rotte) по 4 души, едно звание над младшия отдельонен водач, Шар в СС съответства на Групе във Вермахта)       | СС-Оберюнкер Кандидат водач (SS-Oberjunker (FA))                                                                                                 | Младши фелдфебел или младши сержант (Unterfeldwebel) |                     |                                                      |                                                    |
|                                        | | |                                                      |                     |                                                      |                                                    |
| СС-Унтершарфюрер (SS-Unterscharführer) | Младши отдельонен водач (това е най-младшето подофицерско звание, командва Шар (SS-Schar), съставен от 2 Роти (SS-Rotte) по 4 души, Шар в СС съответства на Групе във Вермахта) | СС-Юнкер Кандидат водач (SS-Junker (FA)) (това е курсант офицерски кандидат в началото на обучението си)                                         | Унтерофицер (Unteroffizier)                          |                     |                                                      |                                                    |

#### СС войнишки звания
| СС войнишки звания              | Превод                                                                                                 | Еквивалент във Вермахта                           | Петлици 1934 – 1945   | Наръкавен отличителен знак 1938 – 1945 | Пагони, носени на всекидневната униформа 1938 – 1945 | Пагони, носени на официалната униформа 1934 – 1945 |
| СС войнишки звания              | |                                                   |                       |                                        | Пагони, носени на всекидневната униформа 1938 – 1945 |                                                    |
| СС-Ротенфюрер (SS-Rottenführer) | Ротен водач (в немския език Rotte e най-малкото бойно подразделение в пехотата, съставено от 4 души)   | Обергефрайтер или старши ефрейтор (Obergefreiter) |                       |                                        |                                                      |                                                    |
|                                 | |                                                   |                       |                                        |                                                      |                                                    |
| СС-Щурмман (SS-Sturmmann)       | Щурмовак                                                                                               | Гефрайтер или ефрейтор (Gefreiter)                |                       |                                        |                                                      |                                                    |
|                                 | |                                                   |                       |                                        |                                                      |                                                    |
| СС-Обершютце (SS-Oberschütze)   | Старши стрелец (променя се за родовете войски – старши гренадир, старши канонир, старши свързочник...) | Обершютце или страши стрелец (Oberschütze)        |                       |                                        |                                                      |                                                    |
|                                 | |                                                   |                       |                                        |                                                      |                                                    |
| СС-Шютце (SS-Schütze)           | Стрелец (променя се за родовете войски – гренадир, канонир, свързочник...)                             | Шютце или стрелец (Schütze)                       |                       | няма отличителен знак                  |                                                      |                                                    |
|                                 | |                                                   |                       |                                        |                                                      |                                                    |
| Анвертер                        | Кандидат за офицерско обучение                                                                         | няма еквивалент                                   | няма отличителен знак | няма отличителен знак                  | няма отличителен знак                                | няма отличителен знак                              |
|                                 | |                                                   |                       |                                        |                                                      |                                                    |
| СС-Бевербер (SS-Bewerber)       | Новобранец                                                                                             | няма еквивалент                                   | няма отличителен знак | няма отличителен знак                  | няма отличителен знак                                | няма отличителен знак                              |

### 1932 – 1934
| СС звание        | Превод                             | Еквивалент в армията | Петлици               | Пагони                |
| СС звание        | Превод                             | Еквивалент в армията |                       |                       |
| Обергрупенфюрер  | Старши командир на група           | Генерал              |                       |                       |
|                  |                                    |                      |                       |                       |
| Групенфюрер      | Командир на група                  | Генерал-лейтенант    |                       |                       |
|                  |                                    |                      |                       |                       |
| Бригадефюрер     | Бригаден водач                     | Генерал-майор        |                       |                       |
|                  |                                    |                      |                       |                       |
| Оберфюрер        | Старши водач                       | Бригаден генерал     |                       |                       |
|                  |                                    |                      |                       |                       |
| Щандартенфюрер   | Щандартен водач (командир на полк) | Оберст               |                       |                       |
|                  |                                    |                      |                       |                       |
| Оберщурмбанфюрер | Старши командир на щурмови отряд   | Оберстлейтенант      |                       |                       |
|                  |                                    |                      |                       |                       |
| Щурмбанфюрер     | Командир на щурмови отряд          | Майор                |                       |                       |
|                  |                                    |                      |                       |                       |
| Щурмхауптфюрер   | Главен щурмови командир            | Хауптман             |                       |                       |
|                  |                                    |                      |                       |                       |
| Оберщурмфюрер    | Старши щурмови командир            | Оберлейтенант        |                       |                       |
|                  |                                    |                      |                       |                       |
| Щурмфюрер        | Щурмови командир                   | Лейтенант            |                       |                       |
|                  |                                    |                      |                       |                       |
| Хаупттрупфюрер   | Главен войскови командир           | Щабсфелдфебел        |                       |                       |
|                  |                                    |                      |                       |                       |
| Обертрупфюрер    | Старши войскови командир           | Оберфелдфебел        |                       |                       |
|                  |                                    |                      |                       |                       |
| Трупфюрер        | Войскови командир                  | Фелдфебел            |                       |                       |
|                  |                                    |                      |                       |                       |
| Обершарфюрер     | Старши командир на отряд           | Унтерфелдфебел       |                       |                       |
|                  |                                    |                      |                       |                       |
| Шарфюрер         | Командир на отряд                  | Унтерофицер          |                       |                       |
|                  |                                    |                      |                       |                       |
| Ротенфюрер       | Командир на отделение              | Обергефрайтер        |                       |                       |
|                  |                                    |                      |                       |                       |
| Щурмман          | Щурмовак                           | Гефрайтер            |                       |                       |
|                  |                                    |                      |                       |                       |
| Ман              | Редник                             | Шюце                 |                       |                       |
|                  |                                    |                      |                       |                       |
| Анвертер         | Новобранец                         | Новобранец           | няма отличителен знак | няма отличителен знак |

### 1930 – 1932
| СС звания      | Еквивалент в армията | Петлици |        |
| СС звания      | Еквивалент в армията | Петлици | Пагони |
| Групенфюрер    | Генерал              |         |        |
|                |                      |         |        |
| Оберфюрер      | Бригаден-генерал     |         |        |
|                |                      |         |        |
| Щандартенфюрер | Полковник            |         |        |
|                |                      |         |        |
| Щурмбанфюрер   | Майор                |         |        |
|                |                      |         |        |
| Щурмхауптфюрер | Капитан              |         |        |
|                |                      |         |        |
| Щурмфюрер      | Лейтенант            |         |        |
|                |                      |         |        |
| Хаупттрупфюрер | Сержант-майор        |         |        |
|                |                      |         |        |
| Трупфюрер      | Сержант              |         |        |
|                |                      |         |        |
| Шарфюрер       | Ефрейтор             |         |        |
|                |                      |         |        |
| Ман            | Редник               |         |        |

### 1925 – 1929
Ранните СС звания нямат отличителен знак. До 1929 г. се използва система от бели нашивки, разположени в средата на ръката, отбелязващи СС званието съгласно първоначална система:
- Райхсфюрер (Имперски командир) – три нашивки
- Оберфюрер (Старши командир) – две нашивки
- Щафелфюрер (Командир на ескадрон) – една нашивка
- Ман (Редник) – няма нашивки

## Полицейски звания
През 1936 г. СС поглъща редовната германска полиция и формира Ordnungspolizei, униформени редовни полицейски части. Известни още като Orpo, те са пълноправен клон на СС, но поддържат отделна система отличителни знаци и рангове. Имало е възможност член на СС да бъде част и от двете организации, а към СС генералите се обръщат едновременно с двата ранга. Например към Обергрупенфюрер от СС, който е също така генерал от полицията, се обръщат с Обергрупенфюрер и генерал от полицията.

## Вафен-СС генерали
Към СС генералите от Вафен-СС се обръщат с тяхното СС звание и еквивалентното звание във Вермахта. Пълното звание завършва с от Вафен-СС (на немски: der Waffen-SS), за да се разграничат от другите клонове на германската армия. Пример за това е рангът Обергрупенфюрер и генерал от Вафен-СС.
През 1944 г. с оглед недостига на кадри предвид продължаващата война всички ръководни СС офицери получават еквивалентно Вафен-СС звание за евентуално мобилизиране в състава на тази организация. Това се прави в случай, че бъдат пленени и Съюзниците, което би им дало статус на военни офицери вместо на полицейски представители. Пълната титулатура на тези, които служат в полицията преди 1944 г., става доста дълга. Например Ернст Калтенбрунер е записан в списъците на СС през 1945 г. като Обергрупенфюрер и генерал от полицията и Вафен-СС.

## Висши СС звания
В допълнение на утвърдените звания, СС използват редица алтернативни звания. Целта е да се определят нива на отговорност. Някои от тях са:
- СС-Фюрер: Първоначално ранг от СС, званието СС-фюрер е често използвано от всеки СС офицер.
- СС-Унтерфюрер: Често използвано звание във Вафен-СС от унтерофицери с ранг от Унтершарфюрер и нагоре. Към редови войник, кандидатстващ за такъв статус се обръщат с Унтерфюрер-Анвертер.
- СС-Лайтер: Титлата се използва от старши офицери от службата за сигурност (на немски: Sicherheitsdienst, оттук и префиксът на титлата SD-Leiter). Това включва командващи на голямо подразделение или регионален щаб.
- Хьоерер СС и полицай фюрер: Превежда се висш СС и полицейски лидер. Това са едни от най-могъщите мъже в СС, командващи всички СС части в даден географски район.
- Криминалрат: Звание използвано от криминалната полиция (на немски: Kriminalpolizei), за да отбележи членове на СС, които са сертифицирани детективи.

## Адолф Хитлер
Адолф Хитлер, като фюрер на Германия, е главнокомандващ на СС и стои над Хайнрих Химлер, който носи званието Райхсфюрер на СС. В първите дни на СС Хитлер е Оберстер СА-Фюрер и главнокомандващ на щурмоваците на СА. Високият ранг, който заема в Sturmabteilung, може да бъде считан за по-висок от този на Райхсфюрер-СС. Също така Хитлер е със СС членски номер 1 (Юлиус Шрек основава СС), докато Химлер е със СС номер 168. Според системата за старшинство съгласно този номер, Хитлер е главнокомандващ дори да не носи конкретен ранг.
След нощта на дългите ножове, когато СС става независима от СА, не съществуват данни за това дали Хитлер приема нов ранг като главнокомандващ на организацията.

## Допълнителна информация
- Щабсшарфюрер е присъждано на старши унтерофицери в СС рота. Рангът е еквивалент на сержант първи клас. Щабсшарфюрер се означава със специален отличителен знак на ръкава, носен в горната част на дясната ръка на СС униформата.
- Към званието Щафелфюрер често се обръщат само със СС-Фюрер.
- Званието Щурмшарфюрер е използвано само от Вафен-СС.
- Званието Оберстгрупенфюрер не съществува до 1942 г. и е създадено, за да осигури на висшите Вафен-СС генерали ранг, еквивалентен на генерал-полковник от Вермахта. Само четирима офицери са получавали това звание.
- СС офицери със звание, равно на Щандартенфюрер или по-високо, носят петлици на двете страни на ревера на куртката. Всички останали членове на СС носят петлик на левия ревер, а на десния се намира значката, указваща принадлежността към рода войски.
- СС няма стандартни униформи както редовната армия. СС офицерите понякога носят изработени по поръчка официални униформи с техните отличителни знаци.

## В популярната култура
- В поредицата на Хари Търтълдоув от новели с алтернативна история, Победа на Юга, гвардейците от партията на свободата на Конфедерацията имат звания, подобни на СС.
- В адаптацията на Ян Маккелън на Ричард III, крал Ричард носи полувоенна черна униформа с отличителни знаци на СС-Оберстгрупенфюрер.
- Званията в играта Wolfenstein: Enemy Territory са идентични с тези на СС.